# نان کردی
نان کردی یا نان هورامی نوعی نان است که در مناطق مختلف کردستان پخته می‌شود. این نان از نان لواش خیلی نازک‌تر است به‌طوری که پشت آن‌را می‌توان دید شکل این نان معمولاً دایره‌ای است و اندازهٔ آن تقریباً دو برابر نان لواش است.
طعم نان کردی با نان لواش متفاوت بوده و مزه‌ای نسبتاً شور دارد. این نان مانند نان لواش همراه با غذاهای مختلف مصرف می‌شود. در کردستان این نان به‌صورت سنتی درست می‌شود و خمیر آن را تا حد ممکن نازک می‌کنند و روی ساج می‌گذارند.
اگرچه نان کُردی از نان لواش خیلی نازک‌تر است و در تولید آن از خمیر کمتری نسبت به نان لواش استفاده می‌شود، اما چون مهارت و تبحر بیشتری برای تولید آن لازم است نسبت به نان لواش قیمت بالاتری دارد.